# 貫井柚佳
貫井柚佳（日语：／ Nukui Yuka，12月30日—）是日本的女性聲優，東京都出身。AIR AGENCY所屬。

## 人物
日本播音演技研究所、AIR AGENCY聲優養成所出身。

## 演出作品
※粗體字為主要角色。

### 電視動畫
2016年
- 偶像學園STARS！（寺田香奈）
- NEW GAME!（貓耳少女、小孩、打工的人、女子、店員）
- Active Raid－機動強襲室第八課－ 2nd（旁白）
- 齊木楠雄的災難（女學生A）
- 路人超能100（女學生）
- Classicaloid（母）

2017年
- 風夏（女學生）
- 亞人醬有話要說（女學生）
- 人渣的本願（女子B）
- 機動戰士GUNDAM 鐵血的孤兒（塔賓斯女性）
- 在地下城尋求邂逅是否搞錯了什麼 外傳 劍姬神聖譚（梅莉爾·堤雅）
- 愛麗絲與藏六（店員、研究員）
- 雛邏輯～來自幸運邏輯～（廣播、店員、學生）
- 18if（女學生、福元佳純）
- NEW GAME!!（岡田、店員）
- Gamers 電玩咖！（女學生A、女學生、女子學生A）
- 食戟之靈 餐之皿（女性客）
- Just Because!（高橋早苗）
- 泥鯨之子們在沙地上歌唱（ホン、叶、哈斯姆利特）

2018年
- 比宇宙更遠的地方（記者）
- Slow Start（小鹿野真秀）
- 擅長捉弄人的高木同學（小學生妹妹）
- 酒鬼妹子（女性上班族2、朋友A）
- 齊木楠雄的災難 第2期（女性D、村上章子、看護師、葛西文）
- 漫畫女孩（小學生、報氣象的大姐姐）
- 惡魔高校D×D HERO（女子、母親、庫依莎·亞巴頓）
- 和風喫茶鹿楓堂（女性客）
- 最終休止符 -無止境的螺旋物語-（安斯托雷亞）
- 後街女孩（山本愛理[2]）
- 工作細胞（紅血球2、巨噬細胞1、巨噬細胞2、汗腺細胞1）
- 高分少女（同學A）
- 茜色少女（友也的崇拜者）
- 關於我轉生變成史萊姆這檔事（澤渡美穗）
- 隔壁的吸血鬼美眉（女學生A）
- 終將成為妳（女學生、女性工作人員）
- 我讓最想被擁抱的男人給威脅了。（女性工作人員）
- 梅露可物語 -無精打采的少年與瓶中少女-（皮皮希納、民眾）
- 叛逆性百萬亞瑟王（少女、女學生、泳裝辣妹B、街人、女性崇拜者）

2019年
- revisions（女學生2、女學生、母親）
- 魔法禁書目錄III（女兒、少女）
- 輝夜姬想讓人告白～天才們的戀愛頭腦戰～（女學生A（火之口三鈴））
- 叛逆性百萬亞瑟王（村娘②、女神、女性）
- 魔法水果籃（副委員長）
- 我們真的學不來！（游泳社後輩B）
- Dr.STONE 新石紀（學生）
- 戰姬絕唱SYMPHOGEAR XV（廣播）
- 街角魔族（女子）
- 普通攻擊是全體二連擊，這樣的媽媽你喜歡嗎？（露雪菈）
- 科學一方通行（清清太郎丸）
- 在地下城尋求邂逅是否搞錯了什麼II（娼婦、亞馬遜娼婦）
- 平凡職業造就世界最強（妮亞）
- 偶像學園Friends！（國民）
- 擅長捉弄人的高木同學2（女子中學生A）
- 慎重勇者～這個勇者明明超TUEEE卻過度謹慎！～（女神）
- 星合之空（女學生）
- NULL & PETA（路人、小孩們、BUG、同班同學C）
- 高分少女II（小辣妹A）
- 我們真的學不來！（第2期）（游泳社後輩B）
- 籃球少年王（女子）
- Fairy gone（避難民）
- 偶像夢幻祭（明星昴流〈幼少時代〉）

2020年
- 索瑪麗與森林之神（街上的大嬸）
- 異種族風俗娘評鑑指南（吉妮[3]）
- 達爾文遊戲（鈴音的友人）
- 籃球少年王（小學生香取、排球社女子、西條女子學生、樫木園學生）
- 夢夢貓（白石花[4]）
- 白貓 Project ZERO CHRONICLE（小孩、白魔導士C）
- 格萊普尼爾（女收集者）
- 輝夜姬想讓人告白？～天才們的戀愛頭腦戰～（護士）
- A3！ SEASON SPRING & SUMMER（觀客）
- Lapis Re:LiGHTs（情侶、學生）
- 炎炎消防隊 貳之章（女學生、秘書官）
- 魔法水果籃 2nd season（副委員長）
- 科學超電磁砲T（清清太郎丸）
- 在地下城尋求邂逅是否搞錯了什麼III（半人半章魚）
- 黃金神威 第3期（伊古草）
- 請問您今天要來點兔子嗎？ BLOOM（小夏）

2021年
- 比方說，這是個出身魔王關附近的少年在新手村生活的故事（獨角兔）
- WIXOSS DIVA(A)LIVE（同班同學A、女學生A）
- 工作細胞!!（巨噬細胞1）
- 堀與宮村（小學生）
- 花樣滑冰Stars（女子網球社長）
- 無職轉生～到了異世界就拿出真本事～（女僕）
- Vivy -Fluorite Eye's Song-（從業員AI、工作人員1、館內AI、輪椅女孩）
- BLUE REFLECTION RAY/澪（學生、店員、主持人）
- 夢夢貓 Mix！（白石花、電腦社女子、げくん、朝陽〈幼少期〉）
- 魔法水果籃 The Final（副委員長）
- 86－不存在的戰區－（米克莉·凱羅、記者）
- 刮掉鬍子的我與撿到的女高中生（弟）
- 現實主義勇者的王國重建記（瑟林娜）
- 舞伎家的料理人（舞妓、廣播）
- 陰陽眼見子（喵助）
- 卡片戰鬥!! 先導者 overDress（工作人員）
- 境界戰機（高柳安娜）
- 月與萊卡與吸血公主（女性群眾）

2022年
- 平凡職業造就世界最強 2nd season（妮亞）
- 薔薇王的葬列（女性貴族A、米德勒姆的愛德華）
- 秘密內幕～女警的反擊～（市民）
- 名偵探柯南（人質）
- 擅長捉弄人的高木同學3（女學生A）
- JoJo的奇妙冒險 石之海（女囚A）
- 處刑少女的生存之道（白之少女）
- 女忍者椿的心事（緋桐[5]）
- Healer Girl 歌癒少女（醫院的人們）
- 輝夜姬想讓人告白-超級浪漫-（火之口三鈴）
- 街角魔族 2丁目（落合）
- 哆啦A夢（女孩子）
- 異世界歸來的舅舅（護士）
- RWBY 冰雪帝國（イバラ）
- 卡片戰鬥!! 先導者 will+Dress（觀眾）
- 打工吧！！魔王大人（主婦）
- 後宮之烏（宮女B、小翠／班鶯女）
- 呆萌酷男孩（店員、女高中生）
- 戀愛Flops（AI播報員）
- 我想成為影之強者！（米莉亞）
- 忍之一時（佐村河內曼陀羅）
- 機動戰士GUNDAM 水星的魔女（梅西·玫伊）

2023年
- Sugar Apple Fairy Tale（安·哈魯佛德[6]）
- 關於我在無意間被隔壁的天使變成廢柴這件事（女學生、女大學生）
- 妖幻三重奏（女子）
- 和山田談場Lv999的戀愛（活動廣播、學生）
- 機動戰士鋼彈 水星的魔女 Season2（梅西·玫伊）
- 絆之Allele（Noelle[7]）
- 獻祭公主與獸王（區可[8]）
- 七魔劍支配天下（奈奈緒·響谷[9]）
- 打工吧！！魔王大人 2nd Season（古谷加奈子）
- 無職轉生II～到了異世界就拿出真本事～（艾莉澤）
- 奇異賢伴 黑色天使
- 競速 OVERTAKE!（女孩子、女粉絲）
- 我的新上司是天然呆（紺野）

2024年
- 公主殿下，「拷問」的時間到了（麵團、胃）
- 反派千金等級99～我是隱藏頭目但不是魔王～（女兒、女子、女學生、女僕、菲兒）
- 異修羅（貧困救濟院的孩子）
- 月光下的異世界之旅 第二幕（阿爾艾蕾梅達·王）
- 花野井同學與戀愛病（同班同學）
- 王牌酒保 神之杯（工作人員）
- 2.5次元的誘惑（牧野[10]）
- 為何我的世界被遺忘了？（切除器官B）
- 異世界失格（村人）
- 沒能成為魔法師的女孩子的故事（米卡納·伏爾緹[11]）
- 村井之戀（少年村井）
- 重啟人生的千金小姐正在攻略龍帝陛下（蘇菲亞[12]）
- 魔王2099（艾蕾基蕾特）
- 刀劍神域外傳 Gun Gale Online II（克拉拉）
- 菇狗（校友的小孩）

2025年
- 青春特調蜂蜜檸檬蘇打（及川多央）
- SAKAMOTO DAYS 坂本日常（女學生、主持）
- 男女之間存在純友情嗎？（不，不存在！）（榎本凜音[13]）
- 炎炎消防隊 參之章（播音員）
- 人妻之唇燒酒之味（神崎美紀[14]）
- 矢野同學的普通日常（吉田清子[15]）

2026年
- 透明男子與人類女孩～兩人遲早會成為夫妻～（夜香靜花[16]）

### 網路動畫
2016年
- 怪物彈珠（學生）

### 遊戲
2016年
- 編隊少女（グリンリー・チェルヌィショヴァ）

2017年
- 軸心戰姬～在戰場馳騁的少女們〜[17]（Me 163戰鬥機）
- 最終騎士 -X fragments-（チャコール）
- 天華百劍-斬-（同田貫正國[18]）

2018年
- 怪物彈珠（不來梅）

2019年
- 寶可夢大師（婉龍）

2020年
- 魔法禁书目录 幻想收束（清清太郎丸）

2023年
- 碧藍航線（華甲[19]）

### 有聲漫畫
- （2020年）
- 妖幻三重奏（2020年，月丘露西）
- （2021年，木之本果林、木之本柚子）

## 音樂CD

### 角色歌
| 發售日  | 商品名稱        | 演唱名義     | 歌曲                               | 備註                       |
| 2018年  | 2018年          | 2018年       | 2018年                             | 2018年                     |
| ------- | --------------- | ------------ | ---------------------------------- | -------------------------- |
| 8月29日 | Gokudorum Music | Gokudols虹組 | 「」                               | 電視動畫《後街女孩》片頭曲 |
| 8月29日 | Gokudorum Music | Gokudols虹組 | 「」                               | 電視動畫《後街女孩》片尾曲 |
| 8月29日 | Gokudorum Music | Gokudols虹組 | 「」 「」 「」 「」 「」 「」 「」 | 電視動畫《後街女孩》插入曲 |

### 组合成员
1. ↑  愛理（貫井柚佳）、真理（前田佳織里）、千佳（赤尾光）

## 外部連結
- 事務所官方簡歷 （页面存档备份，存于）（日語）
- 貫井柚佳的X（前Twitter）（日語）